# Municipio de Lebanon (Nueva Jersey)
El municipio de Lebanon (en inglés: Lebanon Township) es un municipio ubicado en el condado de Hunterdon, en el estado estadounidense de Nueva Jersey. En el censo del año 2010 tenía una población de 6.588 habitantes. Tiene una población estimada, a mediados de 2019, de 6.081 habitantes.

## Geografía
El municipio de Lebanon se encuentra ubicado en las coordenadas 40°43′35″N 74°53′40″O / 40.72639, -74.89444.

## Demografía
Según la Oficina del Censo en 2000 los ingresos medios por hogar en el municipio eran de $77,662 y los ingresos medios por familia eran $86,145. Los hombres tenían unos ingresos medios de $58,306 frente a los $40,474 para las mujeres. La renta per cápita para la localidad era de $30,793. Alrededor del 2% de la población estaba por debajo del umbral de pobreza.